# Valliquerville
Valliquerville là một xã thuộc tỉnh Seine-Maritime trong vùng Normandie miền bắc nước Pháp.

### Huy hiệu
| Arms of Valliquerville | The arms of the commune of Valliquerville are blazoned: Per pale highly indented argent and gules impaled with Vert, the local bell-tower argent issuant from base. |

## Dân số
| Năm | 1962 | 1968 | 1975 | 1982 | 1990 | 1999 | 2006 |
| --- | ---- | ---- | ---- | ---- | ---- | ---- | ---- |
| Dân số | 720  | 769  | 870  | 980  | 1125 | 1164 | 1297 |
| From the year 1962 on: No double counting—residents of multiple communes (e.g. students and military personnel) are counted only once. |      |      |      |      |      |      |      |